# Hollywood (pjesma)
"Hollywood" je drugi singl američke pjevačice Madonne s devetog studijskog albuma American Life. Singl je izdan u srpnju 2003. To je prvi Madonnin singl nakon 20 godina koji nije uspio ući u Billboardovih Hot 100. Iako slabijeg komercijalnog uspjeha, pjesma se 2009. našla na kompilaciji najvećih hitova Celebration.

## O pjesmi
Pjesma je izdana kao drugi singl s albuma, iza najavnog singla. Prva je nakon 20 godina koja nije ušla u 100 Vrućih Billboardovih, i to zbog anti-ratne propagande u spotu za prvi singl. Singl je izdan 3. srpnja 2003. u Europi i 8. srpnja 2003. u Sjedinjenim Državama.
U jednom razgovoru Madonna je izjavila:
"Ova pjesma je metaforička. Hollywood je grad snova i površnosti. To je mjesto gdje zaboravite na zanimljive stvari. To je mjesto gdje izgubite sjećanje i viziju budućnosti. Izgubite sve, jer izgubite sebe."
Singl je dobio i mnogo obrada, tako da su svoju obradu pjesme dali Jacques Lu Cont, The Micronauts, Paul Oakenfold, Deepsky, Victor Calderone, Sander Kleinenberg.
Madonna je pjesmu izvela na dodjeli MTVjevih nagrada 2003. s još jednim svojim velikim hitom i to kao "Like a Virgin"/"Hollywood. Na pozornici su joj se pridružile Britney Spears, Christina Aguilera i Missy Elliott.
U ožujku 2003. pjesma je dobila novu obradu, s elementima Madonninog velikog hita iz 1985. "Into the Groove" te je nova pjesma dobila naziv "Into the Hollywood Groove". Novonastala pjesma je bila dio promotivne kampanje za jednu američku trgovinu odjeće.

## Uspjeh na ljestvicama
"Hollywood" je prva pjesma Madonne koja nije ušla na Billboard Hot 100 (prije to nisu napravila samo prva 2 Madonnina singla, "Everybody" i "Burning Up"), ali je bila na 1. mjestu Billboard Hot Dance Singles Sales i Hot Dance Club Play.
U Ujedinjenom Kraljevstvu je na ljestvicu ušla na 2. mjesto koje je i ostalo najviši plasman.

## Popis formata i pjesama
UK 12" vinyl (W 0614 T)
- A1 "Hollywood" (Radio Edit) — 3:42
- A2 "Hollywood" (Jacques Lu Cont's Thin White Duke Mix) — 7:09
- B  "Hollywood" (Oakenfold Full Remix) — 7:01

UK 2 x 12" vinyl (W 0614 T2), US 2 x 12" vinyl (42638-0), GR 2 x 12" vinyl (9362 42638-0)
- A1 "Hollywood" (The Micronauts Remix) — 6:25
- A2 "Hollywood" (Oakenfold Full Remix) — 7:01
- B  "Hollywood" (Calderone & Quayle Glam Mix) — 9:22
- C1 "Hollywood" (Jacques Lu Cont's Thin White Duke Mix) — 7:09
- C2 "Hollywood" (Oakenfold 12" Dub) — 7:01
- D  "Hollywood" (Deepsky's Home Sweet Home Vocal Remix) — 7:34

GR CD singl (5439 16643-2)
1. "Hollywood" (Radio Edit) — 3:42
2. "Hollywood" (The Micronauts Remix) — 6:25

UK CD singl 1 (W 0614 CD1)
1. "Hollywood" (Radio Edit) — 3:42
2. "Hollywood" (Oakenfold Full Remix) — 7:01
3. "Hollywood" (Deepsky's Home Sweet Home Vocal Remix) — 7:34

UK CD singl 2 (W 0614 CD2)
1. "Hollywood" (Radio Edit) — 3:42
2. "Hollywood" (Jacques Lu Cont's Thin White Duke Mix) — 7:09
3. "Hollywood" (The Micronauts Remix) — 6:25

US Maxi-CD (42638-2, 42638-2), EU Maxi-CD (9362-42638-2), AU Maxi-CD (9362-42638-2)
1. "Hollywood" (Radio Edit) — 3:42
2. "Hollywood" (Jacques Lu Cont's Thin White Duke Mix) — 7:09
3. "Hollywood" (The Micronauts Remix) — 6:25
4. "Hollywood" (Oakenfold Full Remix) — 7:01
5. "Hollywood" (Deepsky's Home Sweet Home Vocal Remix) — 7:34
6. "Hollywood" (Calderone & Quayle Glam Mix) — 9:22

### Into the Hollywood Groove
Švedski Promo CD (WMSPROM5017)
1. "Into the Hollywood Groove" (The Passengerz Mix) — 3:43

GAP Promo CD (RRC-G-0301)
1. "Into the Hollywood Groove" — 1:14
2. "Hollywood" (Jacques Lu Cont's Thin White Duke Mix) — 7:09

## Službene verzije
- Album Version (4:24)
- Radio Edit (3:44)
- Video Version (3:56)
- Jacques Lu Cont's Thin White Duke Mix (7:10)
- Jacques Lu Cont's Thin White Duke Mix Edit (3:57) (Promo Only)
- Paul Oakenfold Full Mix (7:01)
- Paul Oakenfold 12" Dub (7:01) (Promo Only)
- Paul Oakenfold 7" Full Edit (3:43) (Promo Only)
- Calderone & Quayle Glam Mix (9:19)
- Calderone & Quayle Glam Dub (7:47) (Promo Only)
- Calderone & Quayle Radio Edit (4:06) (Promo Only)
- The Micronauts Remix (6:27)
- The Micronauts Instrumental (6:27) (Promo Only)
- The Micronauts Remix Edit (4:01) (Promo Only)
- Deepsky's Home Sweet Home Dub (7:35) (Often mislabeled as the Vocal Mix)
- Deepsky's Home Sweet Home Edit (4:00) (Promo Only)
- Deepsky's Home Sweet Home Vocal Mix (7:55) (Promo Only)
- Like A Virgin + Hollywood Medley (Live At MTV 2003 Awards) (5:34)

## Na ljestvicama
| Ljestvica (2003)                         | Pozicija |
| ---------------------------------------- | -------- |
| Argentina                                | 6        |
| Australija                               | 16       |
| Austrija                                 | 16       |
| Brazil                                   | 21       |
| Češka                                    | 2        |
| Danska                                   | 12       |
| Europa                                   | 3        |
| Finska                                   | 8        |
| Francuska                                | 22       |
| Grčka                                    | 9        |
| Hrvatska                                 | 1        |
| Irska                                    | 10       |
| Italija                                  | 3        |
| Kanada                                   | 5        |
| Mađarska                                 | 2        |
| Meksiko                                  | 23       |
| Nizozemska                               | 20       |
| Njemačka                                 | 21       |
| Portugal                                 | 2        |
| Slovačka                                 | 11       |
| Španjolska                               | 2        |
| Švedska                                  | 19       |
| Švicarska                                | 15       |
| Ujedinjeno Kraljevstvo                   | 2        |
| U.S. Billboard Hot 100 Singles Sales     | 3        |
| U.S. Billboard Adult Top 40              | 35       |
| U.S. Billboard Hot Dance Music/Club Play | 1        |
| U.S. Billboard Hot Dance Singles Sales   | 1        |
| U.S. ARC Weekly Top 40                   | 18       |